# فرانك كوربيت
فرانك كوربيت هو سياسي كندي، ولد في 1954 في كندا. حزبياً، نشط في Nova Scotia New Democratic Party ‏. وقد انتخب عضو مجلس نواب نوفا سكوتيا وانتخب Executive Council of Nova Scotia ‏.